# Edifici del Nuffield College

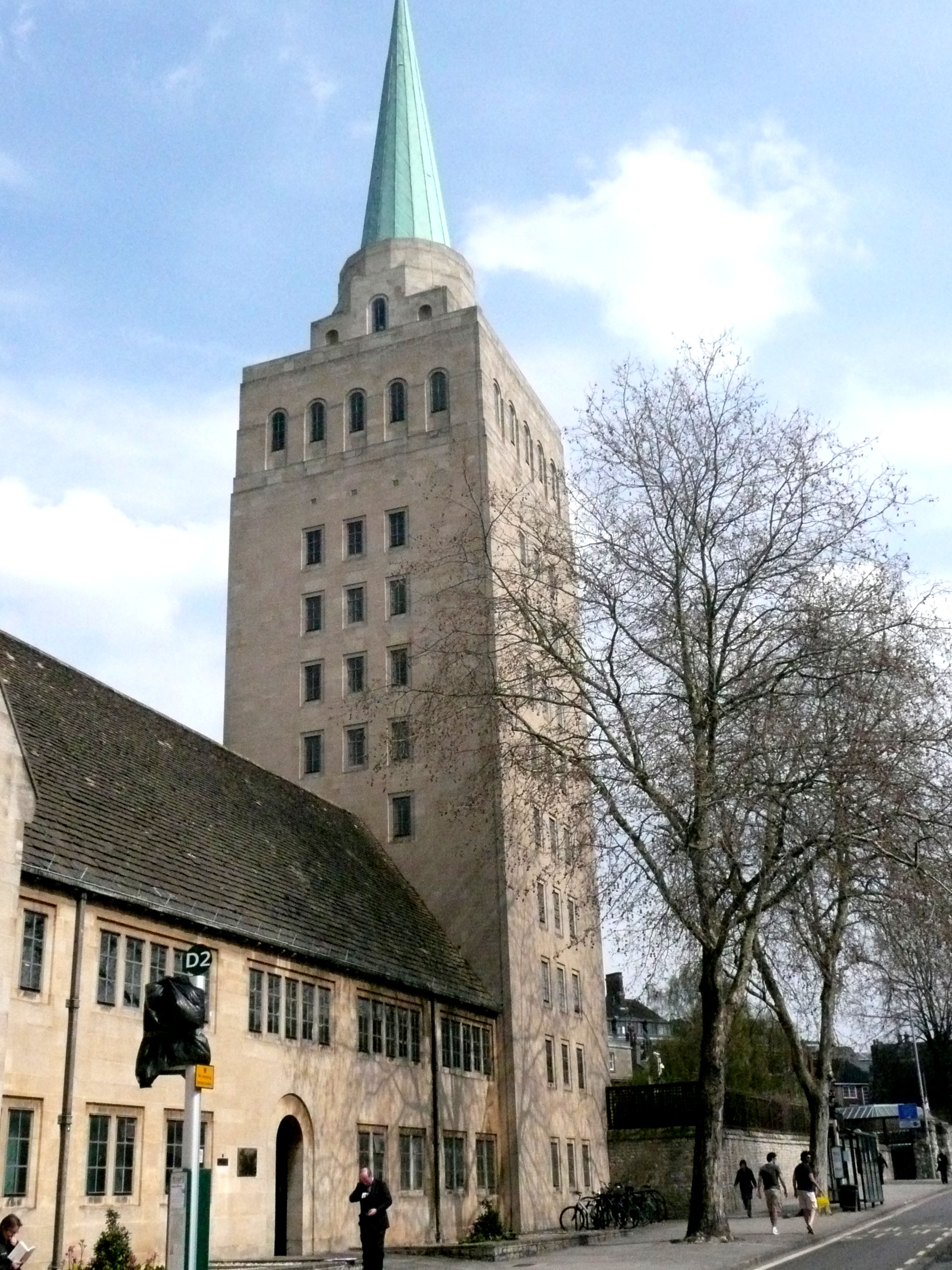
Il "Nuffield College", davanti alla "New Road", con la libreria (l'edificio con la guglia sovrastante). L'entrata principale al College si trova al centro del palazzo.

Il complesso di edifici del Nuffield College, uno dei collegi dell'Università di Oxford, si trova nella parte ovest del centro di Oxford, in Inghilterra, lungo il bacino dell' "Oxford Canal".

## Storia
Il Nuffield College fu fondato nel 1937 dopo una donazione all'Università dell'imprenditore automobilistico Lord Nuffield: fornì la terra necessaria alla costruzione del complesso e una cifra di £900,000 (approssimativamente £246 milioni attuali) per completare il progetto. L'architetto Austen Harrison, dopo i lavori in Grecia e Palestina, fu incaricato dall'università di disegnare l'intero complesso. La sua idea iniziale, fortemente influenzata dall'architettura mediterranea, fu respinta da Nuffield che la definì "un-English", ossia non britannica, e rifiutò di associare il suo nome al progetto. Harrison rielaborò i disegni, puntando a "qualcosa che potesse assomigliare all'Architettura domestica di Cotswold", come Nuffield desiderava.
La realizzazione del secondo progetto iniziò nel 1949 e finì nel 1960. In corso d'opera il progetto fu ostacolato dalle restrizioni imposte per gli edifici dopo la guerra e dagli effetti dell'inflazione alla donazione di Nuffield che portarono al ridimensionamento dell'intero piano progettuale: la torre, che all'inizio doveva essere puramente ornamentale, fu ridisegnata per ospitare la libreria del college. Fu la prima torre costruita a Oxford dopo 200 anni ed è alta 150 piedi (46 metri), includendo la guglia posta sul tetto. Il complesso è disposto intorno a due quadrangoli, con un dormitorio per studenti, l'entrata al college, la libreria, gli uffici amministrativi e altro ancora. Le vetrate della cappella furono disegnate da John Piper.
Lo storico d'architettura Sir Howard Colvin ha detto che il rifiuto al primo disegno del complesso fu "la maggior disgrazia architettonica della Oxford degli anni '30"; fu anche descritto come un' "opportunità mancata" per dimostrare al mondo che Oxford non "viveva solo ne passato". Le reazioni all'architettura del college non furono delle migliori: nel 1960, fu descritta come "Oxford's biggest monument to barren reaction" ela torre venne descritta come "sgraziata" e "goffa", rovinata dalle finestre. Lo scrittore di viaggi Jan Morris scrisse che il college fu un "hodge-podge" (un pot-pourri) fin dall'inizio". In ogni caso, lo storico d'architettura Sir Nikolaus Pevsner pensò che la torre avrebbe aiutate a migliorare lo skyline di Oxford e predisse che un giorno "sarà amata". Lo scrittore Simon Jenkins dubitò della predizione di Pevsner e augurò che la "vegetazione" potesse essere la "migliore speranza" per la torre, come per il resto del college.